# Spectre (film, 2015)
Spectre [ˈspektə(r)]IPA je dvacátá čtvrtá filmová bondovka. Režisérem je stejně jako u předchozího filmu Skyfall [ˈskaɪfɔːl]IPA Sam Mendes; hlavní roli počtvrté obsadil Daniel Craig. V dalších rolích se ve filmu objevují například Christoph Waltz, Monica Bellucciová a Ben Whishaw. Film se odehrává na různých místech po celém světě, například v Mexiku, Římě či Rakousku. Premiéra se uskutečnila ve Velké Británii dne 26. října 2015, v České republice je film v kinech od 5. listopadu 2015.

## Obsazení
| Daniel Craig       | James Bond                            |
| Christoph Waltz    | Ernst Stavro Blofeld/Franz Oberhauser |
| Léa Seydouxová     | Madeleine Swann                       |
| Monica Bellucciová | Lucia Sciarra                         |
| Penélope Cruzová   | Crystal                               |
| Emilio Aniba       | Lucky                                 |
| Ralph Fiennes      | M                                     |
| Naomie Harrisová   | Moneypenny                            |
| Ben Whishaw        | Q                                     |
| Rory Kinnear       | Bill Tanner                           |
| Andrew Scott       | C                                     |
| Alex Martin        | Mr. Ti                                |
| Dave Bautista      | Hinx                                  |

## Děj

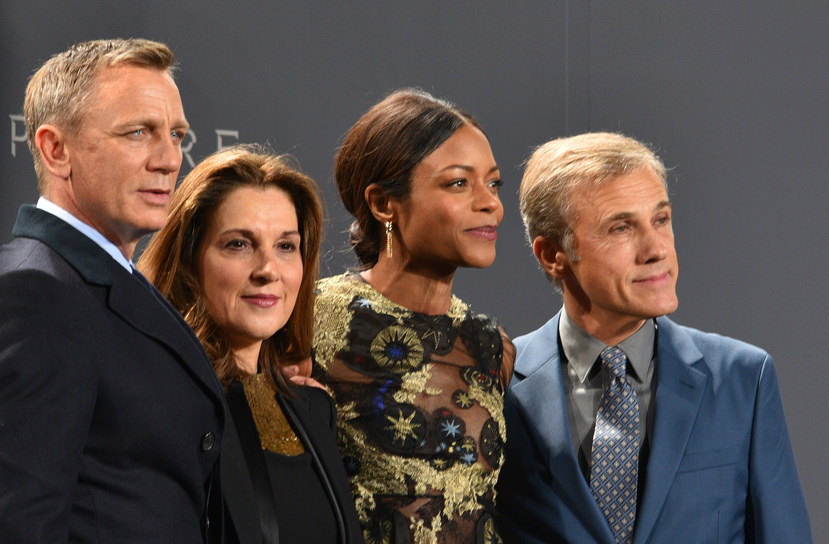
Zleva: Daniel Craig, představitel Jamese Bonda, producentka Barbara Broccoli, herečka Naomi Harris a herec Christoph Waltz na premiéře filmu

Do funkce M je po smrti bývalé šéfky uveden Mallory. James Bond se na základě posmrtné zprávy od bývalé šéfky M vydá na neoficiální misi do Mexika City. Tam zabije tři muže plánující teroristický útok během oslav Dne mrtvých v Mexiku a začne pronásledovat Marca Sciarru, jednoho z teroristů, který zůstal naživu. Honička vyvrcholí scénou ve vrtulníku, kdy James Bond ukradne Sciarrovi prsten opředený chobotnicí. Poté Sciarru při souboji zabije vykopnutím z vrtulníku. Mezitím se v Londýně odehrává boj o moc mezi M a C, šéfem zpravodajské služby, který podporuje myšlenku přidat se k tzv. „Nine Eyes“ – mezinárodní zpravodajské spolupráci bojující proti terorismu. C také věří, že program dvojité nuly je zastaralý, proto je Bond po návratu do Londýna stažen ze služby na dobu neurčitou.
Bond neuposlechne nařízení od M a vydá se do Říma, aby se mohl zúčastnit Sciarrova pohřbu; ještě ten večer navštíví Sciarrovu vdovu Luciu, od které se dozví další informace o organizaci Spectre, jejímž členem byl i Marco Sciarra. Poté agent 007 pronikne na schůzku Spectre. Tam rozpozná hlavního šéfa celé organizace – Franze Oberhausera. Po chvíli je ale Bond odhalen a dává se na útěk. Při automobilové honičce ho pronásleduje Mr. Hinx, další kumpán skupiny Spectre. Bondova spolupracovnice Moneypenny svého kolegu informuje o Mr. Whitovi, bývalému členovi Quantum – dceřiné organizaci Spectre.
Agent 007 odjíždí do Rakouska, aby našel zmiňovaného Mr. Whita. Ten připouští rozčarování z organizace Quantum. Rovněž Bondovi říká, aby našel a ochránil jeho dceru, Dr. Madeleine Swann, která ho dovede do hlavního sídla Spectre. Jakmile Mr. White dořekne tato slova, spáchá sebevraždu. Bond se setká s doktorkou Swann v Hofflerově klinice; po chvíli je unesena Hinxem. Bond ji však zachrání. Následně se oba dva setkají s Q, který odhalil fakt, že Sciarrův prsten má určité souvislosti s předchozími agenty Spectre – Le Chiffre, Dominicem Greenem a Raoulem Silvou.
Bond s doktorkou odjíždějí do marockého Tangeru. Cestu vlakem komplikuje opětovné setkání s Hinxem, který chce cestování Bondovi přinejmenším znepříjemnit. S doktorčinou pomocí jej přemůže. Po příjezdu do stanice jsou dopraveni do Oberhauserovy základny; zde odhalí, že Spectre ovládá síť teroristických organizací po celém světě. Přitom využívá neomezený přístup k informacím shromažďovaných skupinou Nine Eyes. Bond je mučen, Oberhauser chce dosáhnout toho, aby oběť zbavil veškeré paměti. Agent se zachrání díky pomoci svých hodinek a také doktorky Swann. Následně utečou a vyhodí základnu do povětří.
Bond a Swann se vracejí do Londýna. Tam se setkávají s M, Billem Tannerem, Q a s Moneypenny. Hodlají zatknout C a ukončit program Nine Eyes. Doktorka Swann od Bonda odchází, nechce totiž být součástí špionážního života. Chvíli poté je unesena. Při cestě autem je unesen i James Bond. Mezitím se Q podaří zrušit program Nine Eyes a souboj mezi M a C končí usmrcením druhého zmíněného pádem z výšky. Když se Bondovi podaří zachránit se ze zajetí, ocitne se ve staré budově MI6; ta je určena k demolici. Při snaze dostat se ven potká Blofelda (Oberhauser se nechal přejmenovat), který mu sdělí, že do výbuchu bomby zbývají tři minuty, takže může utéct a zachránit sám sebe, nebo se pokusit najít a zachránit Madleine Swann uvězněnou v téže budově. Na poslední chvíli Bond doktorku najde a utečou spolu ve člunu. Potom Bond sestřelí Blofeldův prchající vrtulník, jenž spadne na Westminsterský most. Zraněný Blofeld je zatčen. James Bond opouští most společně se Swann a po krátkém zastavení u Q odjíždějí v historickém modelu auta Aston Martin DB5.